# Taylor Phinney
Taylor Phinney (Boulder, 27 de junio de 1990) es un deportista estadounidense que compitió en ciclismo en la modalidad de ruta. También disputó carreras de pista, especializándose en las pruebas de persecución individual y ómnium. Es hijo del exciclista profesional Davis Phinney y de la también ciclista y patinadora de velocidad Connie Carpenter.
En carretera su mayor éxito es la victoria en la primera etapa del Giro de Italia 2012. Además obtuvo seis medallas en el Campeonato Mundial de Ciclismo en Ruta entre los años 2010 y 2016.
Ganó cuatro medallas en el Campeonato Mundial de Ciclismo en Pista, en los años 2009 y 2010.
Participó en tres Juegos Olímpicos de Verano, ocupando el séptimo lugar en Pekín 2008, en persecución individual, dos veces el cuarto lugar en Londres 2012 (en ruta y contrarreloj), y el 22.º en Río de Janeiro 2016 (contrarreloj).
El 17 de octubre de 2019 anunció su retirada del ciclismo tras diez temporadas como profesional y con 29 años de edad.

## Biografía
El 24 de septiembre de 2008 Lance Armstrong anunció que en 2009 Phinney correría en su equipo sub-23 de categoría Continental, el Trek Livestrong U23, pasando directamente de la categoría juvenil a la profesional.
En agosto de 2010 debutó como stagiaire del Team RadioShack en la Vuelta a Dinamarca. Ganó el prólogo del Tour del Porvenir, siendo el primer líder de la carrera. El 29 de septiembre se proclamó campeón del mundo en la contrarreloj sub-23 del Campeonato Mundial celebrado en Melbourne. Dos días después fue tercero en la prueba en ruta.

### Cambio al BMC
En septiembre de 2010 firmó para el BMC Racing, donde coincidió con Cadel Evans, Alessandro Ballan y George Hincapie entre otros. Su debut con el maillot del BMC, previsto para el Tour de Catar, se produjo finalmente en el Tour de Omán por la reaparición de las molestias en una de las rodillas; poco después, a finales de febrero, volvió a lesionarse de la rodilla al sufrir un accidente cuando entrenaba junto a su compatriota Andrew Talansky (Garmin-Cervélo) cerca de su casa de Lucca, en la Toscana italiana.  Ese nuevo percance en la rodilla impidió su participación en la París-Niza, retrasando su aparición en las carreras europeas hasta la Volta a Cataluña. Finalmente no pudo participar en la París-Roubaix.

## Medallero internacional
| Campeonato Mundial | Campeonato Mundial        | Campeonato Mundial | Campeonato Mundial       |
| Año                | Lugar                     | Medalla            | Competición              |
| ------------------ | ------------------------- | ------------------ | ------------------------ |
| 2010               | Melbourne (Australia)     | Medalla de oro     | Contrarreloj sub-23      |
| 2010               | Melbourne (Australia)     | Medalla de bronce  | Ruta sub-23              |
| 2012               | Valkenburg (Países Bajos) | Medalla de plata   | Contrarreloj individual  |
| 2012               | Valkenburg (Países Bajos) | Medalla de plata   | Contrarreloj por equipos |
| 2015               | Richmond (Estados Unidos) | Medalla de oro     | Contrarreloj por equipos |
| 2016               | Doha (Catar)              | Medalla de plata   | Contrarreloj por equipos |

| Campeonato Mundial | Campeonato Mundial   | Campeonato Mundial | Campeonato Mundial     |
| Año                | Lugar                | Medalla            | Competición            |
| ------------------ | -------------------- | ------------------ | ---------------------- |
| 2009               | Pruszków (Polonia)   | Medalla de oro     | Persecución individual |
| 2009               | Pruszków (Polonia)   | Medalla de plata   | 1 km contrarreloj      |
| 2010               | Ballerup (Dinamarca) | Medalla de oro     | Persecución individual |
| 2010               | Ballerup (Dinamarca) | Medalla de bronce  | Ómnium                 |

## Palmarés

### Pista
2007 (como amateur)
- Campeonato de Estados Unidos Persecución

2008 (como amateur)
- Los Ángeles Persecución
- Campeonato de Estados Unidos 1 km
- Campeonato de Estados Unidos Persecución por Equipos (haciendo equipo con Charles Bradley Huff, Daniel Holloway y Colby Pearce)

2009
- København Persecución
- København 1 km
- Campeonato Mundial Persecución
- Campeonato de Estados Unidos Persecución
- 2.º en el Campeonato Mundial 1 km

2010
- 3.º en el Campeonato Mundial Omnium
- Campeonato Mundial Persecución

### Carretera
| 2009 - 1 etapa de la Flèche du Sud - París-Roubaix sub-23 2010 - 1 etapa de la Triptyque des Monts et Châteaux - Tour de Olympia, más 4 etapas - París-Roubaix sub-23 - 1 etapa del Tour del Porvenir - Campeonato de Estados Unidos Contrarreloj - Campeonato del Mundo sub-23 Contrarreloj - 3.º en el Campeonato del Mundo sub-23 en Ruta 2011 - 1 etapa del Eneco Tour 2012 - 1 etapa del Giro de Italia - 1 etapa del USA Pro Cycling Challenge - 2.º en el Campeonato del Mundo Contrarreloj | 2013 - 1 etapa del Tour de Polonia 2014 - Tour de Dubai, más 1 etapa - 1 etapa del Tour de California - Campeonato de Estados Unidos Contrarreloj 2015 - 1 etapa del USA Pro Cycling Challenge 2016 - Campeonato de Estados Unidos Contrarreloj |

## Resultados en Grandes Vueltas y Campeonatos del Mundo
Durante su carrera deportiva ha conseguido los siguientes puestos en las Grandes Vueltas y en los Campeonatos del Mundo en carretera:
| Carrera              | Carrera              | 2011 | 2012  | 2013 | 2014 | 2015 | 2016 | 2017  | 2018  | 2019 |
| -------------------- | -------------------- | ---- | ----- | ---- | ---- | ---- | ---- | ----- | ----- | ---- |
|                      | Giro de Italia       | —    | 155.º | Ab.  | —    | —    | —    | —     | —     | —    |
|                      | Tour de Francia      | —    | —     | —    | —    | —    | —    | 159.º | 136.º | —    |
|                      | Vuelta a España      | Ab.  | —     | —    | —    | —    | —    | —     | —     | —    |
| Mundial en Ruta      | Mundial en Ruta      | 24.º | 98.º  | Ab.  | —    | 85.º | 43.º | —     | —     | —    |
| Mundial Contrarreloj | Mundial Contrarreloj | 15.º | 2.º   | 5.º  | —    | 12.º | 15.º | —     | —     | —    |

—: no participa

Ab.: abandono

## Equipos
- Trek Livestrong U23 (2009-2010)[12]
- Team RadioShack (2010)[13]
- BMC Racing Team (2011-2016)
- Cannondale/EF (2017-2019)
  - Cannondale-Drapac Pro Cycling Team (2017)
  - EF Education First-Drapac (2018)
  - EF Education First Pro Cycling Team (2019)